# The Kinks
The Kinks (deutsch Die Ausgeflippten und Paronym von The Kings; also Die Könige) sind eine englische Musikgruppe. Sie gelten neben den Beatles, The Who und den Rolling Stones als eine der erfolgreichsten britischen Bands der 1960er Jahre (British Invasion). Heute zählen die Kinks zu den Urvätern von Punk und Britpop. Zahlreiche Gruppen wurden und werden durch ihre Musik inspiriert, so zum Beispiel The Jam und The Pretenders.
Der Rolling Stone listete die Kinks auf Rang 65 der 100 größten Musiker aller Zeiten.

## Geschichte

The Kinks – You Really Got Me

Die Kinks wurden Ende 1963 in Nord-London von den Brüdern Ray und Dave Davies gegründet, nachdem sie zuvor unter dem Namen „The Ravens“ (kurzzeitig auch: „Robert Wace & The Boll-Weevils“) keinen Erfolg gehabt hatten. Im Januar 1964 erhielten sie einen Plattenvertrag bei Pye Records und wurden von Shel Talmy produziert. Am 24. Januar 1964 standen sie erstmals im Pye-Tonstudio und nahmen vier Titel auf. Diese wurden auf zwei Single-Veröffentlichungen gepresst, die stilistisch noch stark an die frühen Beatles angelehnt waren und unbeachtet blieben. Am 12. Juli 1964 entstand ihre dritte Single, You Really Got Me, mit der ihnen der internationale Durchbruch gelang. Das Stück mit dem berühmten Gitarrenriff wird gelegentlich als der Beginn des Hard Rock angesehen und entwickelte sich zum Millionenseller. Insbesondere bis 1967 hatte die Band zahlreiche weitere Hitparadenerfolge in Europa und den USA. Dabei machte sich Ray Davies unter anderem mit Kompositionen wie Sunny Afternoon, Dead End Street und Waterloo Sunset neben John Lennon und Paul McCartney einen Namen als einer der besten britischen Songschreiber. Ein Auftrittsverbot in den Jahren 1965 bis 1969 in den Vereinigten Staaten, verursacht durch einen Streit mit der US-amerikanischen Musikergewerkschaft, verhinderte zu dieser Zeit allerdings den entscheidenden Erfolg in den USA.
Die frühen Langspielplatten der Gruppe (Kinks, Kinda Kinks, The Kink Kontroversy) waren für die Zeit typische unzusammenhängende Kollektionen von Hitsingles, Coverversionen und selbstgeschriebenem Füllmaterial. Neben den Hits sind aus dieser Zeit (1964/1965) vor allem Stücke bekannt wie die Ballade Stop Your Sobbing, das atmosphärisch-bedrohliche Nothin’ in the World Can Stop Me Worryin’ ’bout that Girl, der EP-Klassiker A Well Respected Man, das schräge I’m on an Island sowie die beiden B-Seiten Where Have All the Good Times Gone und I’m Not Like Everybody Else.
Mit Face to Face entdeckten die Kinks 1966 die Langspielplatte als eigenständige Kunstform. Erstmals waren in einer atmosphärisch dichten Mischung ausschließlich Davies-Eigenkompositionen zu hören. Das Album enthält mit Dandy auch den einzigen Nummer-eins-Hit der Kinks in Deutschland.
Eine auch von den Arrangements her noch abwechslungsreichere Kollektion an Liedern bot der Nachfolger Something Else by The Kinks von 1967. Allerdings war bei diesem Übergangsalbum auch ein gewisser Mangel an Zusammenhang festzustellen, der durch die uneinheitliche Produktion noch verstärkt wurde. Kurioserweise ist dieses Problem in der Stereo-Version des Albums viel offensichtlicher als in der Mono-Fassung, die folgerichtig auch für die remasterte Veröffentlichung auf CD verwendet wurde.
Im Jahr 1968 erschien das Konzeptalbum The Village Green Preservation Society. Das Album konnte sich damals kommerziell nicht neben den gleichzeitigen Veröffentlichungen der Beatles (Weißes Album) und der Rolling Stones (Beggars Banquet) durchsetzen, da das Publikum des umstürzlerischen Jahres 1968 an völlig anderen Themen interessiert war. Lange Zeit fast vergessen, gilt es heute vielfach als die beste Veröffentlichung der Band.
Mit Arthur (Or the Decline and Fall of the British Empire) folgte 1969 ein weiteres Konzeptalbum. Es erzählte die Geschichte des Teppichlegers Arthur, der die Sinnlosigkeit seines Lebens erkennt, an Winston Churchill zweifelt und von der Flucht nach Australien träumt. Trotz eines interessanten Konzepts, weit weg vom Tommy-Glamour der Who, konnte das Album in musikalischer Hinsicht nicht an die Qualität des Vorgängers anknüpfen.
Im Jahr 1970 veröffentlichten die Kinks mit Lola versus Powerman and the Moneygoround, Part One nochmals ein Konzeptalbum, auf dem sich Ray Davies eigene Erfahrungen verarbeitend kritisch und zynisch mit den Gepflogenheiten und Zwängen der Musikindustrie auseinandersetzte. Musikalisch entfernte sich die Band von britischer Feinsinnigkeit und setzte mehr auf US-amerikanisch klingenden Stadionrock. Mit Apeman und insbesondere Lola beinhaltete das Album zwei internationale Single-Hits.
Der Text von Lola galt zum Zeitpunkt der Veröffentlichung als anstößig, da Ray Davies über eine sexuelle Beziehung zwischen einem Transvestiten und einem heterosexuellen Mann sang – angeblich inspiriert von einem persönlichen Erlebnis. Aber nicht deshalb erwog die BBC, das Lied auf den Index zu setzen, sondern wegen vermuteter Schleichwerbung für Coca-Cola in der einleitenden Strophe der Albumversion des Lieds: „… where you drink champagne and it tastes just like Coca-Cola …“. Für die Singleversion wurde deshalb „Coca-Cola“ durch „Cherry-Cola“ ersetzt. Im Jahr 2007 wurde das Stück in einem Werbespot für Coca-Cola verwendet.
Nach dem Soundtrack für den Film Percy aus dem Jahr 1971 (eine Komödie mit Elke Sommer und Britt Ekland) erschien im selben Jahr das Album Muswell Hillbillies, das unter Kritikern als eine der besten Veröffentlichungen der Band gilt: ohne Hitsingle, aber in sich geschlossen und stimmig, die Musik sehr US-amerikanisch geprägt und auf der Höhe der Zeit, lärmender Vaudeville-Rock mit Country-Anleihen zu melancholisch angehauchten Texten.
1972 folgte Everybody’s in Show-Biz, das mit Celluloid Heroes die laut eigener Aussage beste Ballade von Ray Davies enthielt. Das Doppelalbum (ein Studio- und ein Livealbum) verkaufte sich jedoch beiderseits des Atlantiks schlecht, lediglich die am 5. Mai 1972 veröffentlichte Single Supersonic Rocket Ship erreichte in England Platz 16 der Charts.
In den Jahren 1973 bis 1976 folgte eine Reihe von textlastigen Konzeptalben (Preservation Act 1/2, Schoolboys in Disgrace, Soap Opera), die in der Bewertung bei Fans und Kritikern umstritten sind und jeweils nur geringe Verkaufszahlen erreichten. Immerhin bekam Ray Davies zu dieser Zeit seine Drogen- und Alkoholprobleme in den Griff.
Erst in den späten 1970er Jahren gelang den Kinks vor allem in den USA ein kommerzielles Comeback: Ray Davies – angeregt durch die mittlerweile erfolgreiche Punkmusik – erinnerte sich mit den Alben Sleepwalker (1977), Misfits (1978) und Low Budget (1979) an den kraftvollen, stringenten Sound der Anfangsjahre. Insbesondere letztgenanntes Album war in den USA ein großer Erfolg und erreichte dort Platz 11 der Albumhitparade. Eine Zusammenfassung der besten Stücke der letzten drei Alben findet sich auf dem 1980 erschienenen, live eingespielten Album One for the Road. In den 1980er Jahren folgten noch Give the People What They Want (1981) mit Art Lover, State Of Confusion (1983) mit den Hitsingles Come Dancing (Dezember 1982), einem letzten großen Erfolg in England und den USA, und Don’t Forget to Dance (Oktober 1983), dann Word of Mouth (1984) mit der Single Do It Again sowie 1986 Think Visual, das Lost & Found und How Are You? enthielt.
Der Schlagzeuger Mick Avory schied im Jahr 1984 aus. Er war stets das ruhige ausgleichende Element bei den ständigen Streitereien in der Band und der Studioarbeit gewesen, hatte aber schließlich genug von den Spannungen zwischen den Davies-Brüdern. Wesentlich für seinen Ausstieg war, dass Avory und Dave Davies übereinstimmend erklärten, nicht mehr miteinander arbeiten zu wollen. Sein Nachfolger wurde Bob Henrit, der zuvor – ebenso wie Jim Rodford – Mitglied der Band Argent gewesen war.
1990 wurde die Band in die „Rock and Roll Hall of Fame“ aufgenommen.
Die Kinks wurden zwar offiziell bis heute nicht aufgelöst, das letzte reguläre Studioalbum Phobia wurde jedoch 1993 veröffentlicht; zwei weitere Studioaufnahmen gab es noch 1996 auf dem Album To the Bone, das ansonsten Liveaufnahmen und Neueinspielungen der größten Erfolge der Band enthält. Ein letztes Mal unter dem Namen „The Kinks“ trat die Band im Juli 1996 in Oslo beim Norwegian-Wood-Festival auf.
Die Brüder Davies begannen in der Folge, alleine oder mit Band auf Tournee zu gehen. Ray Davies trat dabei unter anderem auch auf Fan-Treffen mit der Band „Kast Off Kinks“ auf, in der auch mehrere ehemalige Mitglieder der Band wie Mick Avory, John Dalton, John Gosling, Jim Rodford und Bob Henrit spielten. Häufig wiederkehrende, auch von Ray Davies gestreute Gerüchte, die Kinks würden wieder gemeinsam spielen, gelten aufgrund der ungelösten Konflikte zwischen den Davies-Brüdern inzwischen als unwahrscheinlich. 2007 schrieb Dave Davies in seinem Internet-Forum, er werde sich nie mehr mit seinem Bruder ins Studio setzen, höchstens live spielen, alles andere wäre eine Tortur. Ray Davies wiederum sprach, wenn er über eine Wiedervereinigung nachdachte, grundsätzlich nur über ein neues Album. Am 18. Dezember 2015 gab es aber in London den ersten gemeinsamen Auftritt der beiden seit 1996, als Ray bei einem Liveauftritt seines Bruders auf die Bühne gebeten wurde; beide spielten unter anderem You Really Got Me zusammen. Die Namensrechte für The Kinks liegen bei den Brüdern Davies gemeinsam.
Peter Gabriel coverte auf dem 2010 erschienenen Studioalbum mit dem Namen Scratch My Back das Lied Waterloo Sunset von The Kinks in einer orchestralen Fassung, das schließlich als Bonustrack auf der zweiten CD der Special Edition erschien. Ray Davies lehnte es jedoch ab, an dem später im Jahr 2013 erschienenen Kompilations-Album des Folgeprojektes And I’ll Scratch Yours teilzunehmen und wurde durch einen anderen Künstler ersetzt.
Der Bassist Peter Quaife, ein Gründungsmitglied der Gruppe, musste sich mehr als 10 Jahre lang wegen eines Nierenversagens einer Dialysetherapie unterziehen. Er starb am 23. Juni 2010. Jim Rodford (ebenfalls Bass) starb am 20. Januar 2018 im Alter von 76 Jahren an den Folgen eines Treppensturzes.
Im Juni 2018 bestätigte Ray Davies die Arbeit an einem neuen Studioalbum.

## Diskografie

### Studioalben
| Jahr | Titel                                                  | Höchstplatzierung, Gesamtwochen, AuszeichnungChartplatzierungen (Jahr, Titel, Platzierungen, Wochen, Auszeichnungen, Anmerkungen) | Höchstplatzierung, Gesamtwochen, AuszeichnungChartplatzierungen (Jahr, Titel, Platzierungen, Wochen, Auszeichnungen, Anmerkungen) | Höchstplatzierung, Gesamtwochen, AuszeichnungChartplatzierungen (Jahr, Titel, Platzierungen, Wochen, Auszeichnungen, Anmerkungen) | Höchstplatzierung, Gesamtwochen, AuszeichnungChartplatzierungen (Jahr, Titel, Platzierungen, Wochen, Auszeichnungen, Anmerkungen) | Anmerkungen                                                                 |
| Jahr | Titel                                                  | DE | CH | UK | US | Anmerkungen                                                                 |
| ---- | ------------------------------------------------------ | --- | --- | --- | --- | --------------------------------------------------------------------------- |
| 1964 | Kinks                                                  | DE7 (10 Wo.)DE | — | UK3 (25 Wo.)UK | US29 (26 Wo.)US | In den Vereinigten Staaten unter dem Titel You Really Got Me veröffentlicht |
| 1965 | Kinda Kinks                                            | DE12 (5 Wo.)DE | — | UK3 (15 Wo.)UK | US60 (9 Wo.)US | Erstveröffentlichung: 5. März 1965                                          |
| 1965 | The Kink Kontroversy                                   | DE8 (4 Wo.)DE | — | UK9 (12 Wo.)UK | US95 (12 Wo.)US | Erstveröffentlichung: 26. November 1965                                     |
| 1966 | Face to Face                                           | DE12 (6 Wo.)DE | — | UK12 (11 Wo.)UK | US135 (3 Wo.)US | Erstveröffentlichung: 28. Oktober 1966                                      |
| 1967 | Something Else by The Kinks                            | DE31 (2 Wo.)DE | — | UK35 (2 Wo.)UK | US153 (2 Wo.)US | Erstveröffentlichung: 15. September 1967                                    |
| 1968 | The Kinks Are the Village Green Preservation Society   | DE84 (1 Wo.)DE | — | UK47 Gold · (1 Wo.)UK | — | Erstveröffentlichung: 22. November 1968                                     |
| 1969 | Arthur (Or the Decline and Fall of the British Empire) | DE68 (1 Wo.)DE | CH100 (1 Wo.)CH | — | US105 (20 Wo.)US | Erstveröffentlichung: 10. Oktober 1969                                      |
| 1970 | Lola versus Powerman and the Moneygoround, Part One    | DE79 (1 Wo.)DE | — | — | US35 (12 Wo.)US | Erstveröffentlichung: 27. November 1970                                     |
| 1971 | Muswell Hillbillies                                    | — | — | — | US100 (14 Wo.)US | Erstveröffentlichung: 24. November 1971                                     |
| 1972 | Everybody’s in Show-Biz                                | — | — | — | US70 (14 Wo.)US | Erstveröffentlichung: 25. August 1972                                       |
| 1973 | Preservation Act 1                                     | — | — | — | US177 (6 Wo.)US | Erstveröffentlichung: 16. November 1973                                     |
| 1974 | Preservation Act 2                                     | — | — | — | US114 (11 Wo.)US | Erstveröffentlichung: 8. Mai 1974                                           |
| 1975 | Soap Opera                                             | — | — | — | US51 (13 Wo.)US | Erstveröffentlichung: 16. Mai 1975                                          |
| 1975 | Schoolboys in Disgrace                                 | — | — | — | US45 (14 Wo.)US | Erstveröffentlichung: 17. November 1975                                     |
| 1977 | Sleepwalker                                            | — | — | — | US21 (16 Wo.)US | Erstveröffentlichung: 12. Februar 1977                                      |
| 1978 | Misfits                                                | — | — | — | US40 (21 Wo.)US | Erstveröffentlichung: 17. Mai 1978                                          |
| 1979 | Low Budget                                             | — | — | — | US11 Gold · (18 Wo.)US | Erstveröffentlichung: 10. Juli 1979                                         |
| 1981 | Give the People What They Want                         | — | — | — | US15 Gold · (36 Wo.)US | Erstveröffentlichung: 15. August 1981                                       |
| 1983 | State of Confusion                                     | DE55 (7 Wo.)DE | — | — | US12 (25 Wo.)US | Erstveröffentlichung: 24. Mai 1983                                          |
| 1984 | Word of Mouth                                          | — | — | — | US57 (20 Wo.)US | Erstveröffentlichung: 19. November 1984                                     |
| 1986 | Think Visual                                           | — | — | — | US81 (16 Wo.)US | Erstveröffentlichung: 17. November 1986                                     |
| 1989 | UK Jive                                                | — | — | — | US122 (8 Wo.)US | Erstveröffentlichung: 2. Oktober 1989                                       |
| 1993 | Phobia                                                 | DE92 (3 Wo.)DE | — | — | US166 (1 Wo.)US | Erstveröffentlichung: 29. März 1993                                         |

grau schraffiert: keine Chartdaten aus diesem Jahr verfügbar
Weitere Studioalben
- 1971: Percy – Original Soundtrack

### Livealben
| Jahr | Titel                       | Höchstplatzierung, Gesamtwochen, AuszeichnungChartplatzierungen (Jahr, Titel, Platzierungen, Wochen, Auszeichnungen, Anmerkungen) | Höchstplatzierung, Gesamtwochen, AuszeichnungChartplatzierungen (Jahr, Titel, Platzierungen, Wochen, Auszeichnungen, Anmerkungen) | Höchstplatzierung, Gesamtwochen, AuszeichnungChartplatzierungen (Jahr, Titel, Platzierungen, Wochen, Auszeichnungen, Anmerkungen) | Anmerkungen                           |
| Jahr | Titel                       | DE | UK | US | Anmerkungen                           |
| ---- | --------------------------- | --- | --- | --- | ------------------------------------- |
| 1980 | One for the Road (Live)     | DE49 (6 Wo.)DE | — | US14 Gold · (33 Wo.)US | Erstveröffentlichung: 4. Juni 1980    |
| 1986 | Come Dancing with the Kinks | — | — | US159 (4 Wo.)US | Erstveröffentlichung: 2. Juni 1986    |
| 1988 | Live: The Road              | — | — | US110 (7 Wo.)US | Erstveröffentlichung: 11. Januar 1988 |

Weitere Livealben
- 1967: Live at Kelvin Hall
- 1994: To the Bone (britische Version)
- 1996: To the Bone (US-amerikanische Version)

### Kompilationen
| Jahr | Titel                                    | Höchstplatzierung, Gesamtwochen, AuszeichnungChartplatzierungen (Jahr, Titel, Platzierungen, Wochen, Auszeichnungen, Anmerkungen) | Höchstplatzierung, Gesamtwochen, AuszeichnungChartplatzierungen (Jahr, Titel, Platzierungen, Wochen, Auszeichnungen, Anmerkungen) | Höchstplatzierung, Gesamtwochen, AuszeichnungChartplatzierungen (Jahr, Titel, Platzierungen, Wochen, Auszeichnungen, Anmerkungen) | Höchstplatzierung, Gesamtwochen, AuszeichnungChartplatzierungen (Jahr, Titel, Platzierungen, Wochen, Auszeichnungen, Anmerkungen) | Höchstplatzierung, Gesamtwochen, AuszeichnungChartplatzierungen (Jahr, Titel, Platzierungen, Wochen, Auszeichnungen, Anmerkungen) | Anmerkungen                              |
| Jahr | Titel                                    | DE | AT | CH | UK | US | Anmerkungen                              |
| ---- | ---------------------------------------- | --- | --- | --- | --- | --- | ---------------------------------------- |
| 1965 | Kinks in Germany                         | DE22 (3 Wo.)DE | — | — | — | — |                                          |
| 1965 | Kinks-Size                               | DEn.v.DE | — | — | UKn.v.UK | US13 (29 Wo.)US | Erstveröffentlichung: 24. März 1965      |
| 1965 | Kinks Kinkdom                            | DEn.v.DE | — | — | UKn.v.UK | US47 (17 Wo.)US | Erstveröffentlichung: 24. November 1965  |
| 1966 | Well Respected Kinks                     | — | — | — | UK5 (31 Wo.)UK | — | Erstveröffentlichung: 2. September 1966  |
| 1967 | Live at Kelvin Hall                      | — | — | — | — | US162 (4 Wo.)US | Erstveröffentlichung: 16. August 1967    |
| 1967 | Sunny Afternoon                          | — | — | — | UK9 (11 Wo.)UK | — | Erstveröffentlichung: 17. November 1967  |
| 1971 | Golden Hour of the Kinks                 | — | — | — | UK21 (4 Wo.)UK | — | Erstveröffentlichung: 8. Oktober 1971    |
| 1972 | The Kink Kronikles                       | — | — | — | — | US94 (13 Wo.)US | Erstveröffentlichung: 25. März 1972      |
| 1973 | The Great Lost Kinks Album               | — | — | — | — | US145 (5 Wo.)US | Erstveröffentlichung: 25. Januar 1973    |
| 1976 | Kinks’ Greatest – Celluloid Heroes       | — | — | — | — | US144 (5 Wo.)US | Erstveröffentlichung: Mai 1976           |
| 1978 | 20 Golden Greats                         | — | — | — | UK19 (6 Wo.)UK | — | Erstveröffentlichung: 20. September 1978 |
| 1979 | Ihre 20 größten Hits                     | DE4 (4 Wo.)DE | — | — | — | — |                                          |
| 1980 | Second Time Around                       | — | — | — | — | US177 (4 Wo.)US | Erstveröffentlichung: 22. August 1980    |
| 1983 | Dead End Street – Greatest Hits          | — | — | — | UK96 (1 Wo.)UK | — | Erstveröffentlichung: 14. Oktober 1983   |
| 1989 | 25 Years – The Ultimate Collection       | — | — | — | UK35 Gold · (7 Wo.)UK | — |                                          |
| 1993 | The Definitive Collection                | — | — | — | UK18 Gold · (7 Wo.)UK | — | Erstveröffentlichung: September 1993     |
| 1997 | The Very Best Of                         | — | — | — | UK42 (4 Wo.)UK | — | Erstveröffentlichung: 31. März 1997      |
| 1997 | The Singles Collection – Waterloo Sunset | — | — | — | UK96 Silber · (2 Wo.)UK | — | Erstveröffentlichung: 29. September 1997 |
| 2001 | Singles Collection                       | — | — | — | UK81 Gold · (1 Wo.)UK | — |                                          |
| 2002 | The Ultimate Collection                  | — | — | CH71 (1 Wo.)CH | UK32 ×2Doppelplatin · (29 Wo.)UK                                                                                                  | — | Erstveröffentlichung: 27. Mai 2002       |
| 2012 | The Kinks at the BBC                     | DE57 (2 Wo.)DE | — | — | — | — | Erstveröffentlichung: 13. August 2012    |
| 2012 | Waterloo Sunset – The Best Of            | — | — | — | UK14 Silber · (4 Wo.)UK | — | Erstveröffentlichung: 13. August 2012    |
| 2015 | Sunny Afternoon – The Very Best Of       | — | — | — | UK21 (5 Wo.)UK | — |                                          |
| 2023 | The Journey – Part 1                     | DE37 (1 Wo.)DE | AT75 (1 Wo.)AT | CH71 (1 Wo.)CH | UK41 (1 Wo.)UK | — | Erstveröffentlichung: 24. März 2023      |
| 2023 | The Journey – Part 2                     | DE63 (1 Wo.)DE | AT45 (1 Wo.)AT | — | UK93 (1 Wo.)UK | — | Erstveröffentlichung: 17. November 2023  |
| 2025 | The Journey – Part 3                     | DE68 (1 Wo.)DE | AT42 (1 Wo.)AT | CH80 (1 Wo.)CH | — | — | Erstveröffentlichung: 11. Juli 2025      |

grau schraffiert: keine Chartdaten aus diesem Jahr verfügbar
Weitere Kompilationen
- 1968: The Kinks Greatest Hits (US: Gold)
- 1994: The Best Of (UK: Gold)
- 1996: Greatest Hits
- 1999: You Really Got Me – The Best Of (UK: Platin)
- 2001: BBC Sessions
- 2008: Picture Book 6 CD Box
- 2014: The Essential Kinks

### Singles und EPs
| Jahr | Titel Album                                                                    | Höchstplatzierung, Gesamtwochen/‑monate, AuszeichnungChartplatzierungen (Jahr, Titel, Album, Platzierungen, Wochen/Monate, Auszeichnungen, Anmerkungen) | Höchstplatzierung, Gesamtwochen/‑monate, AuszeichnungChartplatzierungen (Jahr, Titel, Album, Platzierungen, Wochen/Monate, Auszeichnungen, Anmerkungen) | Höchstplatzierung, Gesamtwochen/‑monate, AuszeichnungChartplatzierungen (Jahr, Titel, Album, Platzierungen, Wochen/Monate, Auszeichnungen, Anmerkungen) | Höchstplatzierung, Gesamtwochen/‑monate, AuszeichnungChartplatzierungen (Jahr, Titel, Album, Platzierungen, Wochen/Monate, Auszeichnungen, Anmerkungen) | Höchstplatzierung, Gesamtwochen/‑monate, AuszeichnungChartplatzierungen (Jahr, Titel, Album, Platzierungen, Wochen/Monate, Auszeichnungen, Anmerkungen) | Anmerkungen |
| Jahr | Titel Album                                                                    | DE | AT | CH | UK | US | Anmerkungen |
| ---- | ------------------------------------------------------------------------------ | --- | --- | --- | --- | --- | --- |
| 1964 | Long Tall Sally –                                                              | — | — | — | UK[42]UK | — | Erstveröffentlichung: 7. Februar 1964 In Großbritannien kam der Titel nicht in die Hitparade der Zeitschrift Record Retailer, die heute als offizielle Hitparade gilt, wurde aber für eine Woche auf Platz 42 der Hitparade des Magazins Melody Maker notiert. |
| 1964 | You Really Got Me Kinks                                                        | DE31 (1½ Mt.)DE | — | — | UK1 Platin · (12 Wo.)UK | US7 (15 Wo.)US | Erstveröffentlichung: 4. August 1964 |
| 1964 | All Day and All of the Night –                                                 | DE22 (1½ Mt.)DE | — | — | UK2 Gold · (14 Wo.)UK | US7 (12 Wo.)US | Erstveröffentlichung: 23. Oktober 1964 |
| 1965 | Tired of Waiting for You Kinda Kinks                                           | DE13 (2 Mt.)DE | — | — | UK1 (10 Wo.)UK | US6 (11 Wo.)US | Erstveröffentlichung: 15. Januar 1965 |
| 1965 | Ev’rybody’s Gonna Be Happy/Who’ll Be the Next in Line Kinda Kinks (US Edition) | DE29 (½ Mt.)DE | — | — | UK17 (8 Wo.)UK | US34 (7 Wo.)US | Erstveröffentlichung: 19. März 1965 Die Titel der A- und B-Seite der Single in Europa wurden einige Monate später in Nordamerika mit einer vertauschten A- und B-Seite veröffentlicht.                                                                         |
| 1965 | Set Me Free Kinda Kinks (US Edition)                                           | DE32 (½ Mt.)DE | — | — | UK9 (11 Wo.)UK | US23 (8 Wo.)US | Erstveröffentlichung: 21. Mai 1965 |
| 1965 | See My Friends –                                                               | DE36 (½ Mt.)DE | — | — | UK10 (9 Wo.)UK | — | Erstveröffentlichung: 30. Juli 1965 |
| 1965 | A Well Respected Man –                                                         | — | — | — | — | US13 (14 Wo.)US | Erstveröffentlichung: 17. September 1965 |
| 1965 | Till the End of the Day The Kink Kontroversy                                   | DE19 (½ Mt.)DE | — | — | UK8 (12 Wo.)UK | US50 (8 Wo.)US | Erstveröffentlichung: 19. November 1965 |
| 1966 | Dedicated Follower of Fashion –                                                | DE11 (3 Mt.)DE | — | — | UK4 (11 Wo.)UK | US36 (6 Wo.)US | Erstveröffentlichung: 25. Februar 1966 |
| 1966 | Sunny Afternoon Face to Face                                                   | DE7 (3½ Mt.)DE | AT5 (8 Wo.)AT | — | UK1 Platin · (13 Wo.)UK | US14 (11 Wo.)US | Erstveröffentlichung: 3. Juni 1966 |
| 1966 | Dandy Face to Face                                                             | DE1 (5 Mt.)DE | AT6 (16 Wo.)AT | — | UKn.v. a bUK | USn.v. a bUS | Erstveröffentlichung: Oktober 1966 |
| 1966 | Dead End Street –                                                              | DE5 (3 Mt.)DE | — | — | UK5 (11 Wo.)UK | US73 (4 Wo.)US | Erstveröffentlichung: 18. November 1966 |
| 1967 | Mr. Pleasant –                                                                 | DE12 (2½ Mt.)DE | — | — | UKn.v. aUK | US80 (4 Wo.)US | Erstveröffentlichung: 21. April 1967 |
| 1967 | Waterloo Sunset Something Else by The Kinks                                    | DE7 (3 Mt.)DE | AT10 (8 Wo.)AT | — | UK2 Platin · (11 Wo.)UK | — | Erstveröffentlichung: 5. Mai 1967 |
| 1967 | Death of a Clown Something Else by The Kinks                                   | DE3 (3½ Mt.)DE | — | — | UK3 (10 Wo.)UK | — | Erstveröffentlichung: 7. Juli 1967 Dave Davies feat. The Kinks |
| 1967 | Autumn Almanac –                                                               | DE13 (2 Mt.)DE | — | — | UK3 (11 Wo.)UK | — | Erstveröffentlichung: 13. Oktober 1967 |
| 1967 | Susannah’s Still Alive –                                                       | DE27 (4 Wo.)DE | — | — | UK20 (7 Wo.)UK | — | Erstveröffentlichung: 24. November 1967 Dave Davies feat. the Kinks |
| 1968 | Wonder Boy –                                                                   | DE29 (1½ Mt.)DE | — | — | UK36 (5 Wo.)UK | — | Erstveröffentlichung: 5. April 1968 |
| 1968 | Days –                                                                         | DE28 (2½ Mt.)DE | — | — | UK12 (10 Wo.)UK | — | Erstveröffentlichung: 28. Juni 1968 |
| 1969 | Plastic Man –                                                                  | DE34 (½ Mt.)DE | — | — | UK31 (4 Wo.)UK | USn.v. bUS | Erstveröffentlichung: 28. März 1969 |
| 1969 | Victoria Arthur (Or the Decline and Fall of the British Empire)                | — | — | — | UK33 (4 Wo.)UK | US62 (9 Wo.)US | Erstveröffentlichung: 15. Oktober 1969 |
| 1970 | Lola Lola Versus Powerman and the Moneygoround, Part One                       | DE2 (21 Wo.)DE | AT2 (16 Wo.)AT | CH4 (13 Wo.)CH | UK2 Platin · (14 Wo.)UK | US9 (20 Wo.)US | Erstveröffentlichung: 12. Juni 1970 |
| 1970 | Apeman Lola Versus Powerman and the Moneygoround, Part One                     | DE8 (17 Wo.)DE | AT2 (12 Wo.)AT | CH7 (9 Wo.)CH | UK5 (14 Wo.)UK | US45 (9 Wo.)US | Erstveröffentlichung: 27. November 1970 |
| 1971 | 20th Century Man Muswell Hillbillies                                           | — | — | — | UKn.v. aUK | — | Erstveröffentlichung: Dezember 1971 |
| 1972 | Supersonic Rocket Ship Everybody’s in Show-Biz                                 | — | — | — | UK16 (8 Wo.)UK | — | Erstveröffentlichung: 5. Mai 1972 |
| 1973 | One of the Survivors Preservation Act 1                                        | — | — | — | UKn.v. aUK | — | Erstveröffentlichung: 20. April 1973 |
| 1977 | Sleepwalker                                                                    | — | — | — | — | US48 (7 Wo.)US | Erstveröffentlichung: 18. März 1977 |
| 1978 | A Rock ’n’ Roll Fantasy Misfits                                                | — | — | — | — | US30 (11 Wo.)US | Erstveröffentlichung: 19. Mai 1978 |
| 1978 | (Wish I Could Fly Like) Superman Low Budget                                    | — | — | — | — | US41 (12 Wo.)US | Erstveröffentlichung: Dezember 1978 |
| 1980 | Lola (Live) One for the Road                                                   | — | — | — | — | US81 (20 Wo.)US | Erstveröffentlichung: 23. Juli 1980 |
| 1981 | Destroyer Give the People What They Want                                       | — | — | — | — | US85 (4 Wo.)US | Erstveröffentlichung: 28. September 1981 |
| 1981 | Better Things Give the People What They Want                                   | — | — | — | UK46 (5 Wo.)UK | US92 (8 Wo.)US | Erstveröffentlichung: 19. Juni 1981 |
| 1982 | Come Dancing State of Confusion                                                | — | — | CH13 (2 Wo.)CH | UK12 (10 Wo.)UK | US6 (17 Wo.)US | Erstveröffentlichung: 19. November 1982 |
| 1983 | Don’t Forget to Dance State of Confusion                                       | — | AT11 (6 Wo.)AT | — | UK58 (5 Wo.)UK | US29 (10 Wo.)US | Erstveröffentlichung: 1. August 1983 |
| 1984 | Do It Again Word of Mouth                                                      | — | — | — | — | US41 (10 Wo.)US | Erstveröffentlichung: 4. Dezember 1984 |
| 1986 | You Really Got Me (1983) –                                                     | — | — | — | UK47 (5 Wo.)UK | — | |
| 1986 | How Are You Think Visual                                                       | — | — | — | UK86 (2 Wo.)UK | — | Erstveröffentlichung: 22. Dezember 1986 |
| 1997 | The Days –                                                                     | — | — | — | UK35 (2 Wo.)UK | — | EP |
| 2004 | You Really Got Me –                                                            | — | — | — | UK42 (2 Wo.)UK | — | Veröffentlichung zum 40-jährigen Jubiläum der Single |
| 2007 | Waterloo Sunset –                                                              | — | — | — | UK47 (2 Wo.)UK | — | Erstveröffentlichung: Mai 2007 Veröffentlichung zum 40-jährigen Jubiläum der Single |

grau schraffiert: keine Chartdaten aus diesem Jahr verfügbar
Weitere Singles
- 1964: You Still Want Me b
- 1966: Wonder Where My Baby Is Tonight a b
- 1968: Lincoln County b c
- 1969: Starstruck a
- 1969: Hold My Hand b c
- 1969: Drivin’ b
- 1969: The Village Green Preservation Society a
- 1969: Shangri-La b
- 1971: God’s Children
- 1972: Celluloid Heroes
- 1973: Sitting in the Midday Sun
- 1973: Sweet Lady Genevieve
- 1973: Where Have All the Good Times Gone b
- 1974: Money Talks a
- 1974: Mirror of Love
- 1974: Preservation a
- 1974: Holiday Romance b
- 1975: Starmaker a
- 1975: Ducks on the Wall b
- 1975: You Can’t Stop the Music b
- 1976: I’m in Disgrace a
- 1976: No More Looking Back b
- 1977: Juke Box Music
- 1977: Father Christmas
- 1978: Live Life
- 1978: Black Messiah b
- 1979: Moving Pictures b
- 1979: Pressure b
- 1979: A Gallon of Gas a
- 1979: Catch Me Now I’m Falling a
- 1980: You Really Got Me (Live) a
- 1981: Predictable
- 1984: Good Day b
- 1985: Summer’s Gone a
- 1985: Living on a Thin Line
- 1986: Rock ’n’ Roll Cities a
- 1987: Working at the Factory
- 1987: Lost and Found
- 1988: The Road
- 1989: How Do I Get Close
- 1991: Did Ya (EP)
- 1993: Hatred (A Duet)

### Videoalben
- 2004: Return to Waterloo / Come Dancing with the Kinks
- 2006: In Performance plus Bonusbuch
- 2006: The Live Broadcoasts
- 2007: Videobiography plus Bonusbuch
- 2007: Live!

## Auszeichnungen für Musikverkäufe
| Goldene Schallplatte - Italien - 2024: für die Single You Really Got Me - Spanien - 2024: für die Single You Really Got Me | 2× Platin-Schallplatte - Neuseeland - 2024: für die Single Lola |

Anmerkung: Auszeichnungen in Ländern aus den Charttabellen bzw. Chartboxen sind in ebendiesen zu finden.
| Land/RegionAuszeichnungen für Musikverkäufe (Land/Region, Auszeichnungen, Verkäufe, Quellen) | Silber     | Gold       | Platin     | Verkäufe  | Quellen             |
| -------------------------------------------------------------------------------------------- | ---------- | ---------- | ---------- | --------- | ------------------- |
| Italien (FIMI)                                                                               | —          | Gold1      | —          | 50.000    | fimi.it             |
| Neuseeland (RMNZ)                                                                            | —          | —          | 2× Platin2 | 60.000    | radioscope.co.nz    |
| Spanien (Promusicae)                                                                         | —          | Gold1      | —          | 30.000    | elportaldemusica.es |
| Vereinigte Staaten (RIAA)                                                                    | —          | 4× Gold4   | —          | 2.000.000 | riaa.com            |
| Vereinigtes Königreich (BPI)                                                                 | 2× Silber2 | 6× Gold6   | 7× Platin7 | 4.120.000 | bpi.co.uk           |
| Insgesamt                                                                                    | 2× Silber2 | 12× Gold12 | 9× Platin9 |           |                     |

## Film
- The Kinks. Die bösen Jungs des Rock'n' Rolls. Dokumentation, 50 Min., FR 2020, Regie: Christophe Conte.[31]